# Наводнения в Бразилия (2020)
От 17 януари 2020 г. силни дъждовни бури в Югоизточна Бразилия причиняват сериозни наводнения и свлачища в щатите Минас Жерайс, Еспирито Санто и Рио де Жанейро.
Столицата на щата Минас Жерайс, Белу Оризонте, отчита най-високите си валежи от над 110 години. Към 30 януари 2020 г. най-малко 68 души са загинали, 18 все още са изчезнали, а от 30 000 до около 46 500 души са изселени от домовете си. Наводнението съвпада с първата годишнина от катастрофата на язовир Брумадиньо през 2019 г., при която загиват 270 души.

## Описание
На 17 януари 2020 г. започват проливни валежи, които бързо довеждат до наводнения и свлачища в югоизточна Бразилия. Наводнени са много къщи и квартали. Това се случва предимно в щатите Минас Жерайс, Еспирито Санто и Рио де Жанейро. До 27 януари 2020 г. дъждът до голяма степен утихва, но се очаква да продължи през цялата седмица. В щата Минас Жерайс над 15 000 души са евакуирани в резултат на силния дъжд и последвалото наводнение. 10 000 души са евакуирани от Еспирито Санто, заедно с 6000 души от Рио де Жанейро. В град Белу Оризонте са докладвани наводнения на 29 януари, които довеждат до срутване на покрив на мол.
Появява се информация за няколко срутени моста и повредени пътища в селските части на Минас Жерайс. Над 100 града в трите щата обявяват извънредно положение. Бразилският президент Жаир Болсонаро обявява разполагането на бразилските въоръжени сили в засегнатите региони. Губернаторът на Минас Жерайс Ромеу Зема заявява, че най-тежко засегнатите райони са в райони, където „хората живеят в неформални и несигурни жилища“. Бразилското федерално правителство отпуска 20 милиона долара за усилия за подпомагане в засегнатите региони, докато правителството на Минас Жерайс отпусна до 80 милиона долара. Организацията на обединените нации предлага своята помощ и подкрепа на бразилското правителство. На 30 януари президентът Болсонаро посещава засегнатите части на Минас Жерайс. Според земеделските производители големите кафени полета на Минас Жерайс до голяма степен не са засегнати от наводненията. В град Сабара са създадени пунктове за ваксинация срещу хепатит А и тетанус.
Очаква се силните валежи да продължат през февруари и да се разпространят до съседен Парагвай. Рискът от наводнения е най-висок в районите Парана, Сао Пауло и Мато Гросо до Сул.